# Leo Maslíah
 (août 2024).
Si vous disposez d'ouvrages ou d'articles de référence ou si vous connaissez des sites web de qualité traitant du thème abordé ici, merci de compléter l'article en donnant les références utiles à sa vérifiabilité et en les liant à la section « Notes et références ».
Leo Maslíah, né à Montevideo le 26 juillet 1954, est un musicien et écrivain uruguayen. 

## Biographie
Né à Montevideo, en Uruguay. Il a composé des chansons, de la musique symphonique et de chambre, de la musique électroacoustique, et écrit des  romans, des nouvelles, du théâtre et des poèmes. 
Il a fait plusieurs tournées internationales en Amérique latine et en Europe. 

## Discographie (incomplète)

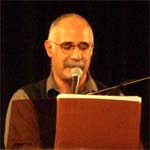
Maslíah à Barcelone, Espagne.

- Cansiones barias (Ayuí / Tacuabé. 1980)
- Falta un vidrio (Ayuí / Tacuabé a/e31k. 1981)
- Recital especial (Ayuí / Tacuabé a/e40k. 1983)
- Canciones y negocios de otra índole (La Batuta. 1984)
- Desconfíe del prójimo (RCA, 1985)
- Extraños en tu casa (La Batuta. 1985)
- Leo Maslíah en español (Ayuí / Tacuabé a/e54k. 1986)
- Punc (RCA, 1987)
- Leo Maslíah y Jorge Cumbo en dúplex (Orfeo. 1987)
- Leo Maslíah en vivo (Ayuí / Tacuabé a/e65k. 1987)
- Buscado vivo (Interdisc, 1987)
- I lique roc (1988)
- El tortelín y el canelón (duo avec Héctor De Benedictis, 1989)
- Persianas (1990)
- Sin palabras 1 (1991)
- Tortugas (1993)
- Sin palabras 2 (1993)
- Zanguango (1996)
- Taddei-Maslíah (duo avec Rossana Taddei,1998)
- Eslabones (Big World Music, 1999)
- Textualmente 1 (Perro Andaluz, 2001)
- Textualmente 2 (Perro Andaluz, 2002)
- Improvisaciones (duo avec Hernán Ríos, 2003)
- Árboles (Perro Andaluz, 2005)
- Contemporáneo (2007)
- Piano (Menosata, 2008)
- Bases de diálogo (avec Sandra Corizzo. Perro Andaluz. 2008)
- Jorge de la Vega x Leo Maslíah (Biblioteca Nacional Argentina, 2010)
- Cantanotas (avec Lucía Gatti. Perro Andaluz PA 4850-2. 2011)
- La Orquestita (Perro Andaluz, 2011)
- Música no alineada (Perro Andaluz, 2013)
- Luna sola (Perro Andaluz, 2014)
- Montevideo ambiguo (duo avec Hugo Fattoruso, 2015)
- Dos pequeños conciertos para piano (Perro Andaluz, 2017)
- 40 años (Club del disco, 2018)
- Cine Mudo (Club del disco, 2019)
- Leo Maslíah toca Bach (Club del disco, 2019)
- En trío con Tato Bolognini y Marco Messina (Club del disco, 2020)

## Œuvres
Certains de ses écrits sont les suivants:
- Hospital especial (1983)
- Un detective privado ante algunos problemas no del todo ajenos a la llamada « música popular » (1984)
- Historia transversal de Floreal Menéndez (1985)
- El show de José Fin (1987)
- Teléfonos públicos (1987)
- El lado oscuro de la pelvis (1989)
- La tortuga (1990)
- Tarjeta roja (1991)
- Zanahorias (1991)
- Pastor de cabras perfectas (1991)
- La mujer loba ataca de nuevo (1992)
- El animal que todos llevamos dentro (1992)
- Cuentos impensados (2008)
- El crucero Yarará (2010)